# ナガエモウセンゴケ
ナガエモウセンゴケ（長柄毛氈苔、学名：Drosera intermedia）は、モウセンゴケ科に属する食虫植物の一種。

## 分布
北アメリカからヨーロッパにかけての北半球の温帯地域を原産地とする。日本では一部の地域で定着している。

## 特徴
葉身の腺毛から粘液を分泌することで小さな昆虫を捕らえる。花期は春から夏にかけてで、白い花を咲かせる。葉片からでも繁殖ができる。
湿地に生育する。

## 外来種問題
日本では2002年に岡山県岡山市や備前市などにある湿地に定着しているのが確認された。この地域では本種の他にもモウセンゴケ科、サラセニア科、タヌキモ科の様々な外来の食虫植物が野生化しているのが確認されており、愛好家による悪質な意図的植栽とみられている。その後、愛知県や千葉県でも見つかっている。
在来種のモウセンゴケと交雑する可能性も指摘されており、遺伝子攪乱（かくらん）の問題が危惧されている。こうした岡山における外来食虫植物の問題は地元メディアに取り上げられ、駆除も行われているものの、新たに植えられた外来の食虫植物が見つかるなどして根絶に向けた対策は難航している。
2016年、特定外来生物に指定された。同時に全てのモウセンゴケ属の植物の輸入も規制された。